# John Kariuki
John Kariuki (13 februari 1969) is een Keniaanse langeafstandsloper. Hij heeft sinds 2005 het wereldrecord in handen op de Ekiden.
Op 23 november 2005 verbeterde hij in de Japanse stad Chiba met het Keniaanse team bestaande uit Josephat Ndambiri (13.24), Martin Mathathi (27.12), Daniel Mwangi (13.59), Mekubo Mogusu (27.56), Onesmus Nyerere (14.36) het wereldrecord op de Ekiden naar 1:57.06. Als slotloper volbracht hij de laatste 7,195 km in 19.59. Het Keniaanse team verbeterde hiermee het wereldrecord dat in handen was van het Marokkaanse team met 54 seconden.

## Persoonlijke records
| Onderdeel      | Prestatie | Datum             | Plaats    |
| -------------- | --------- | ----------------- | --------- |
| 1.500 m        | 3.42,47   | 12 mei 2007       | Gifu      |
| 3.000 m        | 7.51,21   | 24 oktober 2002   | Haruno    |
| 5.000 m        | 13.12,12  | 29 april 2005     | Hiroshima |
| 10.000 m       | 27.14,84  | 30 september 2006 | Oita      |
| 10 km          | 27.50     | 12 december 2004  | Kosa      |
| 15 km          | 43.26     | 15 juni 2008      | Sapporo   |
| halve marathon | 1:02.29   | 15 juni 2008      | Sapporo   |

## Palmares

### 5 km
- 1995:  Run by the River in Clarksville - 13.40
- 1995: 4e Nob Hill 5000 in Albuquerque - 14.37
- 1997:  Berwyn - 14.04
- 1997:  Chili's Park Forest Scenic - 14.14
- 1997: 4e Riverfest Run by the River in Clarksville - 13.33
- 1997:  LaSalle Banks Chicago - 14.42
- 1997: 4e Corrida de Campeones in East Los Angeles - 14.02
- 1998:  Berwyn - 14.30
- 1999: 4e Gateway Health System Run by the River in Clarksville - 13.47
- 2000:  Berwyn - 14.28
- 2000: 5e Arthur Andersen Bastille Day in Chicago - 15.05
- 2001:  Ricky Byrdsong Memorial in Evanston - 14.24
- 2004:  Chinatown in Chicago - 14.41

### 10 km
- 1995:  Run fer the Hills in Gatlinburg - 29.36
- 1995: 4e Mountain State Classic in Parkersburg - 29.23
- 1995:  High Desert Run for the Hills in Albuquerque - 31.09
- 1995: 5e George Sheehan Memorial in Red Bank - 28.31
- 1995: 4e Richard S Caliguiri City of Pittsburgh Great Race - 27.18
- 1995: 4e Arturo Barrios Invitational in San Diego - 28.33
- 1997: 4e Cooper River Bridge Run in Charleston - 28.36
- 1997:  Get in Gear in Minneapolis - 29.01
- 1997: 4e RevCo-Cleveland - 28.52
- 1997: 5e City of Pittsburgh Great Race - 28.06
- 1997:  Bowling Green Classic - 29.41
- 1997:  Citizens Gas Race for Heat in Indianapolis - 28.58
- 1997: 5e Arturo Barrios Invitational in Chula Vista - 29.19
- 1998:  Cooper River Bridge Run in Charleston - 30.18
- 1998:  Gum Tree Run in Tupelo - 29.39
- 1998:  Fair St Louis - 28.32
- 1998:  Deseret News in Salt Lake City - 27.33
- 1998:  Greater Clarksburg - 28.37
- 1998: 5e Richard S Caliguiri City of Pittsburgh Great Race - 28.58
- 1998: 4e Arturo Barrios Invitational in Chula Vista - 28.57
- 1999:  Tommy's American in St Louis - 29.08
- 1999:  Deseret News in Salt Lake City - 28.10
- 2000:  Tommy's American at Fair St. Louis in St Louis - 30.01
- 2000: 5e Deseret News Granite Furniture in Salt Lake City - 29.18
- 2001: 4e Cooper River Bridge Run in Charleston - 29.07
- 2002:  Kemper Chicago - 30.15
- 2003:  Standard Federal Bank in Grand Rapids - 29.47
- 2003: 5e Salt Lake in Salt Lake City - 28.54,9

### 15 km
- 1995: 4e El Paso-Juarez International Classic - 45.12

### 10 Eng. mijl
- 1998:  Cabell Huntington Hospital Distance Classic - 46.40
- 1998:  Park Forest Scenic - 48.25
- 1999:  Park Forest Scenic - 47.43
- 2002: 5e Park Forest Scenic - 48.44

### 20 km
- 2000: 5e Big Boy Classic in Wheeling - 1:03.37

### halve marathon
- 1999:  halve marathon van Indianapolis - 1:03.54
- 2000:  halve marathon van Indianapolis - 1:04.42
- 2001: 8e Philadelphia Distance Run - 1:04.26
- 2001: 4e halve marathon van Indianapolis - 1:03.03
- 2002: 4e halve marathon van Indianapolis - 1:02.48
- 2004:  halve marathon van Chicago - 1:05.16

### marathon
- 1999:  marathon van Saint Paul - 2:13.49
- 2000: 22e marathon van Chicago - 2:20.58
- 2001: 6e marathon van Saint Paul - 2:15.10
- 2002: 5e marathon van San Diego - 2:12.51
- 2002:  marathon van Detroit - 2:19.14
- 2003:  marathon van Detroit - 2:20.48
- 2003: 5e marathon van Mystic - 2:25.02
- 2004: 20e marathon van Salt Lake City - 2:37.09